# Edith Master
Edith Master, född den 25 augusti 1932 i New York, New York, död 18 augusti 2013 i New York, USA, var en amerikansk ryttare.
Hon tog OS-brons i lagtävlingen i dressyr i samband med de olympiska ridsporttävlingarna 1976 i Montréal.